# Pakijangan (Bulakamba)
Pakijangan is een bestuurslaag in het regentschap Brebes van de provincie Midden-Java, Indonesië. Pakijangan telt 7555 inwoners (volkstelling 2010).